# Moreaus snijdervogel
Moreaus snijdervogel (Artisornis moreaui) is een zangvogel uit de familie Cisticolidae. Samen met de roodkapsnijdervogel (A.  metopias)) behoort deze snijdervogel niet tot het geslacht  Orthotomus waarin de meeste snijdervogels zijn ingedeeld. De vogel werd in 1931 geldig beschreven als Apalis moreaui door William Lutley Sclater en vernoemd naar de Britse vogelkundige Reginald Ernest Moreau.

## Herkenning
De vogel is 11 tot 12 cm lang en weegt 8 tot 10 gram. Het is een onopvallend klein, grijsbruin vogeltje met een dunne, vrij lange snavel. Kenmerkend is het voskleurige bruin op het voorhoofd (bij A. m. sousae hele kruin).

## Verspreiding en leefgebied
Deze soort telt twee ondersoorten:
- A. m. moreaui: noordoostelijk Tanzania.
- A. m. sousae: noordwestelijk Mozambique.

De verspreidingsgebieden van de twee ondersoorten liggen ongeveer 1000 km hemelsbreed uit elkaar. De vogels komen voor binnen een zeer beperkt leefgebied dat bestaat uit montaan bos tussen de 800 en 1000 m (in Tanzania) en ongeveer 1500 m (in Mozambique) boven de zeespiegel. De vogels houden zich bij voorkeur op aan de randen van het bos, daar waar veel dichte ondergroei is en klimplanten langs de stammen groeien.

## Status
BirdLife International beschouwt de ondersoorten als aparte soorten met ieder een andere status. Moreaus snijdervogel sensu stricto (A. m. moreaui) heeft twee tot vijf zeer kleine populaties in het oostelijk deel van het Usambaragebergte.  De grootte van die populatie werd in 2016 geschat op 50 tot 250 volwassen vogels. De omvang van de populatie van de ondersoort A. m. sousae uit Mozambique is even klein maar komt voor in een berggebied waar weinig verandert. Het leefgebied in Tanzania wordt aangetast door ontbossing. Om deze redenen staat  A. m.  moreaui als ernstig bedreigd en  A. m. sousae als bedreigd op de Rode Lijst van de IUCN.